# Pamela Polland
Pamela Anna Polland (15 de agosto de 1944) es una cantautora estadounidense que grabó tres álbumes para Epic y Columbia Records en las décadas de 1960 y 1970 y cuyas canciones han sido grabadas por numerosos artistas populares. En la década de 1980, resurgió como artista discográfica independiente y entrenadora vocal, y más tarde trabajó en la creación de bandas sonoras para el cine y la televisión y en la música hawaiana.

## Biografía

### Primeros años
Pamela Polland compuso su primera canción a los nueve años y en su adolescencia ya tocaba en clubes de folk. Durante este periodo, formó una alianza de dos años con Ry Cooder, que la acompañaba en sus actuaciones de material de blues.
Su carrera discográfica comenzó unos años más tarde, en 1966, cuando ella y el cantautor Rick Stanley se convirtieron en The Gentle Soul, una banda de folk con influencias psicodélicas y un énfasis en las armonías vocales creativas y elaboradas. Su álbum autotitulado apareció en Epic Records, junto con una serie de sencillos que no eran LP.
Tras la disolución de The Gentle Soul, Pamela se instaló en Mill Valley, California, antes de unirse a Joe Cocker y Leon Russell para la gira Mad Dogs and Englishmen en 1970. Se la puede escuchar y ver en el doble álbum y en el documental de la película, respectivamente.

### Compositora y profesora
Las canciones de Polland han sido grabadas por un número considerable de artistas populares a partir de los años 1960. Entre ellos se encuentran Helen Reddy, que grabó "Music, Music" para su álbum homónimo, que vendió oro, en 1976, y Linda Ronstadt, que grabó "I'd Like To Know". Entre sus canciones más grabadas se encuentra "Tulsa County", que ha sido interpretada por The Byrds, Bobby Bare, Anita Carter, Jesse Ed Davis y Son Volt. Más recientemente, la cantautora Alela Diane grabó "See My Love" de Polland cuando participó como vocalista en el álbum de versiones de 2008 de The Headless Heroes, "The Silence of Love". La versión original de "See My Love" apareció en "The Gentle Soul".
En la década de los 80, Polland también se había establecido como entrenadora vocal, y más tarde publicó el DVD instructivo "Vocal Ease".

### Solista
Su aparición como artista en solitario comenzó con el álbum "Pamela Polland", escrito por ella misma, que apareció en Columbia Records en 1972. Debido a los cambios de personal en Columbia, el siguiente álbum de Polland, "Have You Heard The One About The Gas Station Attendant?" (1973), grabado en Londres con el productor Gus Dudgeon y con apariciones de Joan Armatrading, así como de varios miembros de la banda de Elton John y del renombrado arreglista Paul Buckmaster, fue archivado. Su siguiente álbum en solitario no llegaría hasta "Heart of the World", de 1995, que combinaba sus inclinaciones pop y jazz con sensibilidades New Age. El álbum, producido por Gary Malkin (Graceful Passages), también contaba con la participación de Kenny Loggins, Bonnie Raitt, Chris Hillman de The Byrds, así como de Mike Marshall y otros músicos de renombre.
El interés del público por los años de Epic/Columbia se reavivó a partir de 2003, cuando "The Gentle Soul" se reeditó en CD en Estados Unidos. A esto le siguieron las reediciones japonesas de "The Gentle Soul" y de "Pamela Polland". Posteriormente, ambos álbumes, junto con "Heart Of The World", estuvieron disponibles en ITunes. El álbum "Pamela Polland" también forma parte de la biblioteca de radio por Internet Pandora.
El álbum inédito de 1973 de Columbia, que se considera un triunfo artístico, ha sido calificado por Polland como "uno de mis mejores trabajos". Vio su primera publicación en marzo de 2019, cuando el sello BGO lanzó un CD que recopila ese álbum y el debut de Polland de 1972.

### Melba Rounds
Los desafortunados sucesos ocurridos en Columbia Records, que frenaron la primera carrera en solitario de Polland, provocaron un cambio de rumbo y, a mediados de los setenta, retomó sus actividades bajo el nombre de Melba Rounds. La ficticia Melba Rounds era una madame del blues y el jazz de carácter obsceno y lúbrico cuyo repertorio abarcaba desde los años 20 hasta los 40. El "Melba Rounds Show" de Polland fue un éxito en San Francisco, y destacó por su exuberancia, sus extravagantes trajes y sus bailarinas. El espectáculo de Melba Rounds demostró la amplitud del repertorio estilístico de Polland y dio lugar a una etapa de diez años como vocalista principal de la banda de jazz The Golden Age.

### Hawái
Tras el lanzamiento de "Heart of The World", el tercer álbum en solitario de Polland, se trasladó a Maui (Hawai) y se sumergió en la cultura y la música locales. Se hizo con el ukelele, estudió el idioma local y se convirtió en bailarina de hula. En la actualidad, Polland lidera el grupo Keaolani, una banda de ukelele de cuatro miembros tutelada por los expertos culturales hawaianos Kahauanu Lake y Walter Kamuala'i Kawai'ae'a. También es cofundadora de Maui Film Music, a través de la cual proporciona partituras para cine y televisión con Bobby Parrs. Los logros de Polland como artista e intérprete de música hawaiana son tales que fue solicitada para aparecer en la fiesta del 81.er cumpleaños de Tony Curtis, así como en una actuación de mando para Anthony Hopkins.
En junio de 2010, Polland lanzó "Hawaiianized", un EP de descarga digital de cinco temas disponible internacionalmente a través de iTunes y otros puntos de venta digitales. El miniálbum, primera parte de una serie prevista, presentaba clásicos del pop interpretados en estilo hawaiano con nuevos arreglos vocales y acompañamiento de ukelele de Polland. La colección fue producida por John McFee de The Doobie Brothers, que había tocado en el debut autotitulado de Polland en Columbia, y que también tocó una variedad de instrumentos de cuerda acústicos y eléctricos en el EP. Las voces de fondo del conjunto fueron cantadas por Sharon Celani, famosa por su trabajo con Stevie Nicks y otros. Hawaiianized" se completó con dos versiones diferentes de "Somewhere Over The Rainbow", lo que llevó a Sam Arlen, hijo del compositor de la canción, Harold Arlen, a comentar: "Esta versión de la composición clásica de mi padre eleva el espíritu al tiempo que toca la fibra sensible para recordarnos que no hay lugar como el hogar". Este disco merece un lugar en su colección".

### Vida personal
Pamela está casada con el diseñador Bill Ernst, con quien se ha instalado en Hawái, en la Isla de Maui.